# Révolution des boulettes de poisson
La Révolution des boulettes de poisson est une manifestation qui a eu lieu à Hong Kong en février 2016. Organisée initialement pour défendre le maintien des marchands ambulants dans les rues, la manifestation se transforme en émeute contre les autorités de Hong Kong et de Pékin. En 2018, des manifestants, dont le militant indépendantisteEdward Leung, sont condamnés à la prison pour avoir participé à cette manifestation.

## Historique
À la suite de l’arrestation d'un vendeur de rue le soir du Nouvel An chinois, une manifestation a opposé les forces de l’ordre à de jeunes Chinois dans le quartier de Mong Kok à Hong Kong . Parmi ces commerçants de rue, nombreux sont les vendeurs de boulettes de poisson, particulièrement appréciées dans le Sud de la Chine.
« Je crois que les stands de nourriture devraient être conservés ; c'est la Nouvelle Année lunaire et un jour férié », déclare Emily Tse, âgée de 20 ans, une étudiante protestataire du quartier de Mong Kok. « Ces stands de nourriture font partie de notre culture traditionnelle ».
Dans la nuit, les Indigènes de Hong Kong, un parti politique radical, indique sur les réseaux sociaux qu’Edward Leung, leur candidat pour les prochaines élections législatives partielles, manifesterait. Un appel est lancé aux sympathisants du mouvement pour rejoindre la manifestation.
Pendant la manifestation un policier sort son arme et tire en l’air. Le porte-parole de l'Association des officiers de police, Tung Yiu-ming, déclare que l'agent de la circulation avait eu raison de tirer avec son arme. En effet son collègue était en danger et il devait arrêter les manifestants. Une porte-parole de la police indique que quarante-huit policiers ont été blessés, majoritairement par des jets de bouteilles de verre et d'autres objets. Quarante-sept hommes et sept femmes, âgés de 17 à 70 ans, ont été arrêtés, accusés d’avoir participé aux agressions de la police et d’avoir résisté aux arrestations.
Les autorités de Hong-Kong ont « vivement condamné » les manifestants, indiquant que ceux-ci avaient mis le feu et avaient jeté des briques sur les membres de la police, y compris des officiers blessés à terre.
Après ces manifestations, des mouvements se présentant comme des défenseurs des traditions locales  sont devenus de plus en plus actifs. Ces organisations ont protesté contre la présence des commerçants du continent chinois qui se croisent dans Hong-Kong pour acheter des marchandises en gros. Ces groupes locaux protestent aussi contre des textes de lois qu'ils voient comme empiétant sur la culture de Hong-Kong, comme la fermeture de marchands ambulants non autorisés dans les marchés traditionnels.
En juin 2018, Edward Leung est condamné à six ans de prison pour sa participation à cette manifestation. Deux autres manifestants ont été condamnés à sept ans et trois ans et demi de prison.